# Framura
Framura là một đô thị ở tỉnh La Spezia trong vùng Liguria của Ý, có cự ly khoảng 50 km về phía đông nam của Genoa và khoảng 25 km về phía tây bắc của La Spezia. Tại thời điểm ngày 31 tháng 12 năm 2004, đô thị này có dân số 739 người và diện tích là 18,9 km².
Đô thị Framura có các frazioni (các đơn vị dân cư cấp dưới, chủ yếu là các làng) Anzo, Ravecca, Setta, Costa, và Castagnola.
Framura giáp các đô thị sau: Bonassola, Carrodano, Deiva Marina, Levanto.